# 亞伯拉罕諸教

三大闪米特一神教：犹太教的大卫之星、基督教的十字架與伊斯兰教的星月

亞伯拉罕諸教，又稱亚伯拉罕宗教、亚伯拉罕一神諸教、天啟宗教、天啟諸教、閃族一神諸教、閃米特一神諸教、閃米特諸教等，指世界主要的三个有共同源头的一神教：基督教（包括天主教、新教與东正教）、伊斯蘭教與猶太教。如此称呼，皆因這三個宗教均給予圣经旧约中的亞伯拉罕（阿拉伯語譯作易卜拉欣）崇高的地位，且均发源于西亚沙漠地区，來源于閃米特人的原始宗教。廣義的沙漠宗教或閃米特宗教還包括當地或其族群中曾經存在的其他多神宗教，儘管現在通常直接用來指這三種一神教。

## 共通之处
三大宗教均有信奉唯一真神的教義，也都將亞伯拉罕視為信仰上的始祖。

### 共同的源头與各自發展
三大宗教的教義整理、解說與推廣工作，都是根據神所派遣的大量使者與跟隨者（即經文中所說先知、使徒等）所帶來與整理的信息來建立，他們也進而推廣傳述其正統一神信仰的理念。可以說，犹太教、基督教、伊斯兰教均源自同古老的一神教──崇拜宇宙唯一的造物主，不同派別信奉者對祂有多個尊名，基督宗教與犹太教在中文名曰神、上帝、天主、耶和華或雅威，伊斯兰的穆斯林在中文則名曰真主、安拉。

### 共同的祖先
根據三大宗教經書《聖經》（《新約》與《舊約》） 與《古蘭經》，亞伯拉罕（阿拉伯語音譯易卜拉欣）有兩個兒子：
- 以實瑪利：（阿拉伯語音譯易斯瑪儀）亞伯拉罕與原配妻子撒拉（撒立哈）的女僕夏甲（哈哲爾）生的兒子。穆斯林根據《古蘭經》認為他是阿拉伯人的祖先，《圣经》中也认为其为阿拉伯人的祖先。
- 以撒：（阿拉伯語音譯易司哈格 ）亞伯拉罕與原配妻子撒拉之子。以撒又有兩子──雅各（阿拉伯語音譯葉爾孤白，後改名以色列）；與以掃（後改名以東）。
  - 據《聖經·舊約》記載，雅各是猶太人的先祖，猶太教認為聖經是上帝與“以色列子孫”的聖約；

猶太人與阿拉伯人都認為亞伯拉罕（易卜拉欣）是他們的祖先。他在基督徒、穆斯林中亦有很高地位。在基督信仰中，亞伯拉罕是信心之父，《古蘭經》中則稱易卜拉辛為“眾人的師表”（2:124）。
儘管阿拉伯人也是閃米特人中的一支，然而，閃米特人的範圍很大，一般意義的阿拉伯民族真正形成的時間是在伊斯蘭教先知穆罕默德建立阿拉伯帝國前後。政治上，遊牧民族的形成與興起往往依靠君王或帝國的興起，如成吉思汗之於蒙古族。阿拉伯民族也是如此，阿拉伯人的帝國並沒有保留至今，但有其信仰──伊斯蘭教歷久不衰。猶太教、基督教認為穆罕默德建立（穆斯林認為是復興）的伊斯蘭教吸收了（穆斯林認為是更正）他們的部分神學內容。僅猶太教的《舊約聖經》記載猶太民族祖先的故事、歷史居多，而非普世神學，有別於與全世界人民為傳播對象的基督教、伊斯蘭教。

### 共同的圣地
耶路撒冷（穆斯林稱為古都斯）是三大闪米特一神教的共同聖地。
- 城中有對猶太人有重大意義的西牆。
- 基督徒相信耶穌亦是在聖地被釘十字架，是重要的朝聖地點之一。
- 耶路撒冷則是伊斯蘭教的第三聖地，穆斯林相信先知穆罕默德的夜行登霄就是圣地中出發。

## 差异
歷史上於兩河流域一帶人們從事游牧生活，有部分人四處宣傳教義，並主要以口頭傳頌其所見所聞留世。但後期人類發展出城市文明後，這些共同累積的傳記、神諭等陸續被相关学者以文字記錄，彙編整合為創世紀經文一體，即舊約聖經中先祖亞伯拉罕與各子女的開頭部分。其中以摩西創建的犹太教派發展最為成功，其後在巴勒斯坦地區中為最早稱王，各大教會並開始吸收各部族信徒、與其他含多神教等争奪谁最正確無矛盾，這些領導人與其事件被稱為先知，著作有先知書。同時，這些以色列人所創立的犹太教依靠民族信仰優勢，勢力逐漸增大而陷入腐敗，然後被異族所擊敗，直到經過多年後出現耶穌。他被基督徒稱是彌賽亞，將犹太教視為階段性、任務已結束的封閉宗教，傳遞新約福音。基督教成為古犹太教的新兴教派，補充了神所教導耶穌的最新教義，編輯而成新約聖經，並將一神信仰推廣至外族人，在羅馬帝國的幫助下擴散到整個歐洲，成為了基督教世界。不過也因為基督教的修正傾向，繼續分裂至今成多個宗教教派天主教、東正教、新教。另外伊斯兰教與基督教一樣，伊斯兰教被认为是在吸收了犹太教之後，又在基督教的经典與教义思想的基础上创立的，同樣的伊斯兰教经典古蘭經不被前兩者承認，但伊斯兰教徒即穆斯林也認為前二者誤會或更改了古老的一神教內容，前两者傳遞神諭的任务失敗了，他們便以穆汗默德為正確先知，神聖的最後宗教自居。而傳統上犹太教認為基督教改變了神的意思，至今不承認基督教與伊斯蘭教，這些從教義上變化經過歷史的洗禮，同時帶來了政治上與文化上的三方對立，也造成了宗教戰爭等衝突。

### 犹太教
猶太教认为亞伯拉罕與摩西是先知，直接受命于唯一真神（名曰雅威）。耶和华通过摩西，與以色列人订立约定《十诫》，要天選之人希伯來人遵守约定，僅崇拜唯一真神耶和华，耶和华将保佑希伯來人。信仰上，猶太教僅承認《塔纳赫》，即希伯來聖經或稱希伯來手稿。
猶太教不接受聖子論，他們並不認為耶穌或者穆罕默德是他們的先知，更不是彌賽亞（救世主），並繼續等待彌賽亞的來臨。

### 基督宗教
基督教，又稱基督宗教，部分教義源流自猶太教，因而被認為是亞伯拉罕諸教之一，脱胎于公元一世纪前后，是一個新兴的犹太教派。该教派认为犹太人违背了耶和華/雅威與以色列人定的约（即旧约），所以耶和华派祂的儿子耶穌作为彌賽亞（救世主），耶穌更無私地以自己的生命为全人类赎罪，故上帝不僅與以色列人訂約，而與全体人类订立“新约”，而耶和华/雅威（聖父）、耶穌（聖子）、聖靈/聖神為同一本體的三種顯現，是稱三位一體。
基督教現在可分成幾大教派，即天主教、東正教、新教。

### 伊斯兰教
伊斯蘭教（在中國早期又稱回教）不接受聖子論，穆斯林理解的三位一体不同于基督教的三位一体。按照穆罕默德理解的三位一体（圣母代替圣灵）認為基督宗教內的三位一体（聖父、聖子、聖靈）是错误的，他們僅承认獨一真主（名曰安拉）。他們认为安拉每隔一段时间选出一位先知，但僅有使者才被赐予一部经卷，亞丹（阿當）、易卜拉欣（亞伯拉罕）等僅是先知，而穆萨（摩西）、尔萨（耶稣）既是先知又是使者，穆罕默德是安拉选出的最后一位先知，所谓「封印先知」。
信仰上，穆斯林相信安拉給人類的啟示為口頭傳授，在抄寫的過程中內容現在（指的是約西元600年的世界）已經大部分失傳，只有承認其名沒有其內容，而較廣為人知的有四部：第一部叫做《讨拉特》，有指是舊約中的律法書；第二部叫做《宰蒲尔》，即舊約中的詩篇；第三部叫做《引支勒》，即新約中的福音；第四部叫做《古蘭經》。伊斯蘭教认为“旧约”與“新约”《圣经》都是安拉赐予的经卷，后赐的经卷对以前的经卷基本是同一核心內容，就是叫人信仰獨一真主，可是如要說是进行修正與补充的後卷的存在，那顯然是因為前面的经卷已被更改，伊斯蘭教认为《古蘭經》是安拉发出的最后一部最完善的经卷，是眾經中最受保護的。

## 总结
大體來說，後者承認前者，但前者不承認後者。如基督宗教承認摩西、不承認穆罕默德；伊斯蘭教承認摩西及耶穌（雖然對耶穌的看法與基督宗教有異）；猶太教不承認耶穌及穆罕默德。此外，基督宗教內（特別是新教）也因有不同教派，而對以下每一觀點也有不同觀點。
| 承认的事物                                 | 犹太教                                                           | 基督教 （天主教、東正教、新教） | 伊斯兰教 |
| ------------------------------------------ | ---------------------------------------------------------------- | --- | --- |
| 唯一真神（名曰耶和華、雅威或安拉）创造万物 | 承认                                                             | 承认 | 承认 |
| 第七日为安息日                             | 承认，严格遵守                                                   | 承认；遵守严格程度看教派與地域 | 不承认，认为真主不會像被造物（人）般會疲累（所以星期五聚禮日並不是穆斯林休息的日子）。但是，星期五聚禮視為傳統，要严格遵守。 |
| 教徒有選民的地位                           | 承认，但僅限猶太人                                               | 承認，引用聖經加拉太書3:28-29，信耶穌為彌賽亞者皆是基督徒與擁有選民地位，不分猶太人或外邦人。但不信耶穌為彌賽亞的猶太人的選民地位、優先要看教派；大多基督教取代論者引用聖經希伯來書8:13來指出不信耶穌為彌賽亞者不再擁有選民地位，或基督徒優先於猶太人。雙聖約神學說猶太人與外邦人各有他們的聖約，但同等的選民地位。也有基督教神學引用撒迦利亞書十二章至十四章，指猶太人是有長子的名份，而其不信彌賽亞是因上帝使他們不信，目的為要使外邦人得救，並非區分了猶太人與基督徒選民地位的優先次序。 | 不承認，在真主看来敬畏真主者最尊贵，“阿拉伯人不优越于非阿拉伯人”，“白人不优越于黑人” |
| 亚伯拉罕为先知                             | 承认                                                             | 承认 | 承认，更是真主的使者之一 |
| 摩西为先知                                 | 承认                                                             | 承认 | 承认，更是真主的使者之一 |
| 耶稣基督为先知                             | 不承认                                                           | 承认其是主也是上帝的基督，承認是上帝的独生子，降世拯救人类脱离罪恶，在世界末日会再次降临；天主教與福音派認爲当基督降临再世時，祂只會爲信徒們賦予復活與永生不老，但也有些新教教派認爲朝向善与光明的人也可以因祂的恩典而復活。 | 承认为先知，更是真主的最伟大的使者之一，但不承认其为安拉的兒子或神子 |
| 耶穌死於十字架                             | 有争议；承认有的都只當歷史事件，對教義沒有影響                   | 承认；所用的刑器有争议，絕大多數派別认为是在十字架上；耶和華見證人認為耶穌乃是死在一根直立的苦刑柱上 | 不承认，認為被釘死的是猶大或其他人 |
| 耶穌復活                                   | 不承认                                                           | 承认 | 不承认，认为是直接升天 |
| 人有原罪                                   | 不承认，犹太教反对原罪说                                         | 天主教、東正教與大部分新教承认，所有人生来都继承亚当的罪和後果，直到接受耶稣基督为救主，成为与上帝再修和之人为止； 少部分非传统新教，如耶穌基督後期聖徒教會不承认，认为婴孩纯洁无罪，不能分善恶。 | 不承认，认为罪不传递，每人为自己造的善恶负责。且真主造人完美无缺，婴孩纯洁无罪，但主在造人时为人注入善恶两种因素，待成人之后依人的自由意志选择为善或作恶。 |
| 救贖論                                     | 猶太教末世論                                                     | 基督教救贖論；救贖意义在教派之间尚有争议。有些教派认为救赎是普世性的，不认识主的人凭良心可得救赎；天主教與福音派认为不承认耶稣的牺牲即阻绝了救赎；加爾文主義认为救贖是預定的。 對完全未有接触过有关宗教的人有沒有救贖也有争议。 | 認主學與五功來上天堂 |
| 穆罕默德为先知                             | 一部分承认，但认为其使命僅针对阿拉伯人，在弥赛亚进程中起积极作用 | 不承认 | 承认，且认为其是最后一位先知（“封印先知”） |
| 天使给先知们传递信息                       | 承认                                                             | 承认，给马利亚带去耶稣降生的讯息 | 承认，给众先知都传递经典 |
| 三位一体的理论                             | 不承认，认为耶和华为唯一的主                                     | 天主教、東正教、與大多數新教承认，认为聖父是神首、發出旨意的；圣子耶穌是聖父所生（而非所造）、獨特差派的獨生子，萬物是藉着祂而造成的，與作為人類作救贖與教會的首、天地萬有的主與獨一上帝的指揮；聖靈是獨一上帝差派作保惠，藉先知們發言；但三個位格都是同一位獨一上帝，位格平等，同性同體，同受欽崇，同享光榮，都是至高、全知、全能、全智、全视、全权、全爱與全造的。參看尼西亞信經。 · 少部分非传统教派不承认，如耶和华见证人僅承认耶和华是唯一的上帝，上帝僅有一个位格。耶稣是上帝的独生子，是首先受造的；其他万物包括人类是借着耶稣而被造。认为上帝的三個位格有不同品位的也不是傳統的三位一體。 | 不承认，认为安拉为唯一的主：妄言真主就是麥爾彥（马利亚）之子麥西哈（耶稣）的人，確已不信道了。麥西哈曾說：“以色列的后裔啊！你们当崇拜真主──我的主，與你们的主。 谁以物配主，真主必禁止谁入乐园，他的归宿是火狱。不义的人，绝没有任何援助者。（古兰经，第 5 章第 72 节） |
| 經文譯版權威性                             | 譯文沒有權威與用處；僅能用希伯來文版                             | 天主教與東正教以原文（希伯來文、希臘文、拉丁文）爲主權威，譯版的權威性要基於原文的理解。 新教要看教派；大多主要以有「上帝的啟示」來帶出「正確的譯文」、「正確的編輯」、「正確的理解」的聖經爲權威，是不是譯版也不重要 少部分的基督教基要主義，特別是在美國，實行唯讀钦定版圣经主義，認爲钦定版圣经是精煉過的“原文”；其他語言的版本也要從钦定版翻譯過來；在漢語，只有和合本聖經才滿足到唯讀钦定版圣经主義的翻譯條件。 | 以阿拉伯文爲主權威；譯版沒有權威，僅用于協助學習 |
| 經文外加權威                               | 正統派：口傳妥拉與塔木德 卡拉派：沒有，唯獨成文妥拉              | 天主教、東正教、聖公宗：聖傳 新教：沒有，唯獨聖經 | 遜尼派、什葉派、伊巴德派：聖行與聖訓 唯經派：沒有，唯獨古蘭經 |

## 与其他宗教的冲突

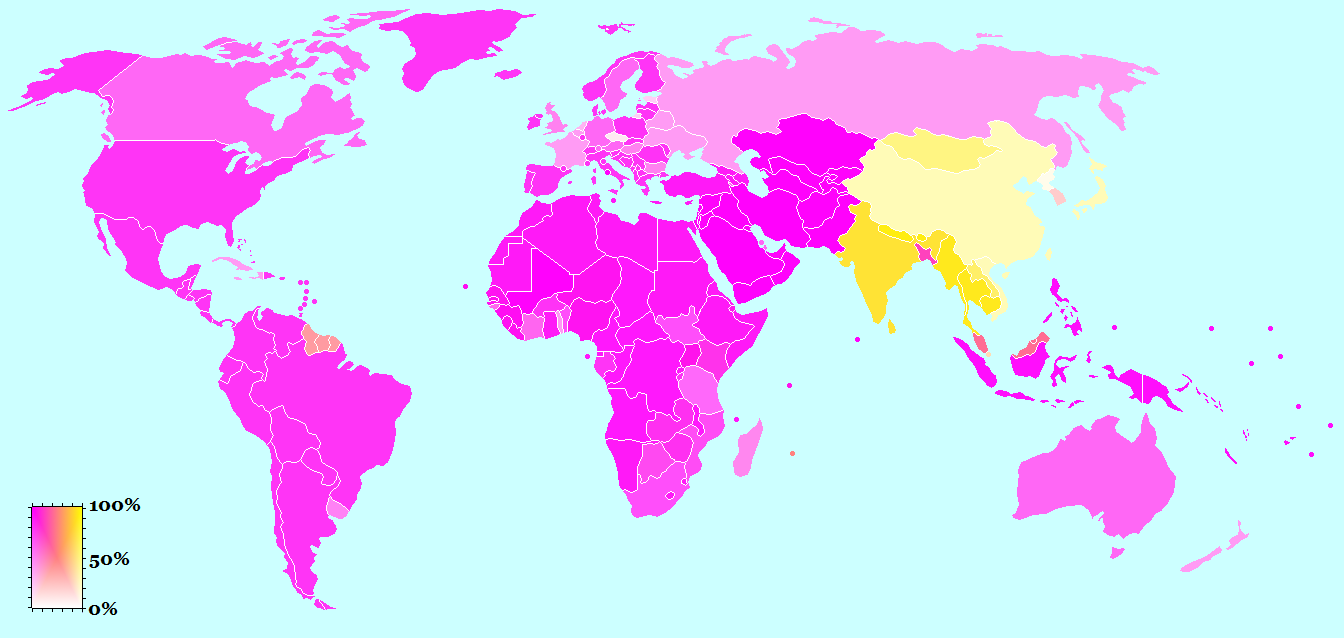
亚伯拉罕诸教（紫色）在世界上的比例分布

与其他宗教相比，亚伯拉罕诸教十分重視聚會與組織，因此均具有较强的传播性，特別是基督宗教與伊斯蘭教福音的習俗，教徒把傳教作為一種使命、大使命，搭配慈善或是利誘手段拉攏信教，因而不少地区的原有宗教因此消失，并且在其传播过程中不乏暴力與歧视性政策。也因此历史上曾经发生过很多亚伯拉罕诸教之间以及与非亚伯拉罕诸教信仰者的冲突。

## 其他亚伯拉罕宗教
- 巴哈伊信仰及其前身巴比教雖然不是傳統的被包括在亞伯拉罕諸教中，但它也接受这些神之代言人。
- 拉斯特法里教類似的接受《聖經》權威而且相信它們是亞伯拉罕的後代。
- 曼达安教以施洗者约翰为主要先知的亚伯拉罕宗教。
- 德魯茲教以舒阿卜（他們認為是葉特羅）為主要先知的宗教，亦承認亞伯拉罕的其他後裔為先知。
- 被稱為摩門教的後期聖徒宗教運動，也以亞伯拉罕諸後裔為先知，並將其宗教神話與美洲原住民聯繫起來。